# La Punta (San Luis)
La Punta is een plaats in het Argentijnse bestuurlijke gebied Juan Martín de Pueyrredón in de provincie San Luis. De plaats telt 11.632 inwoners.

## Galerij

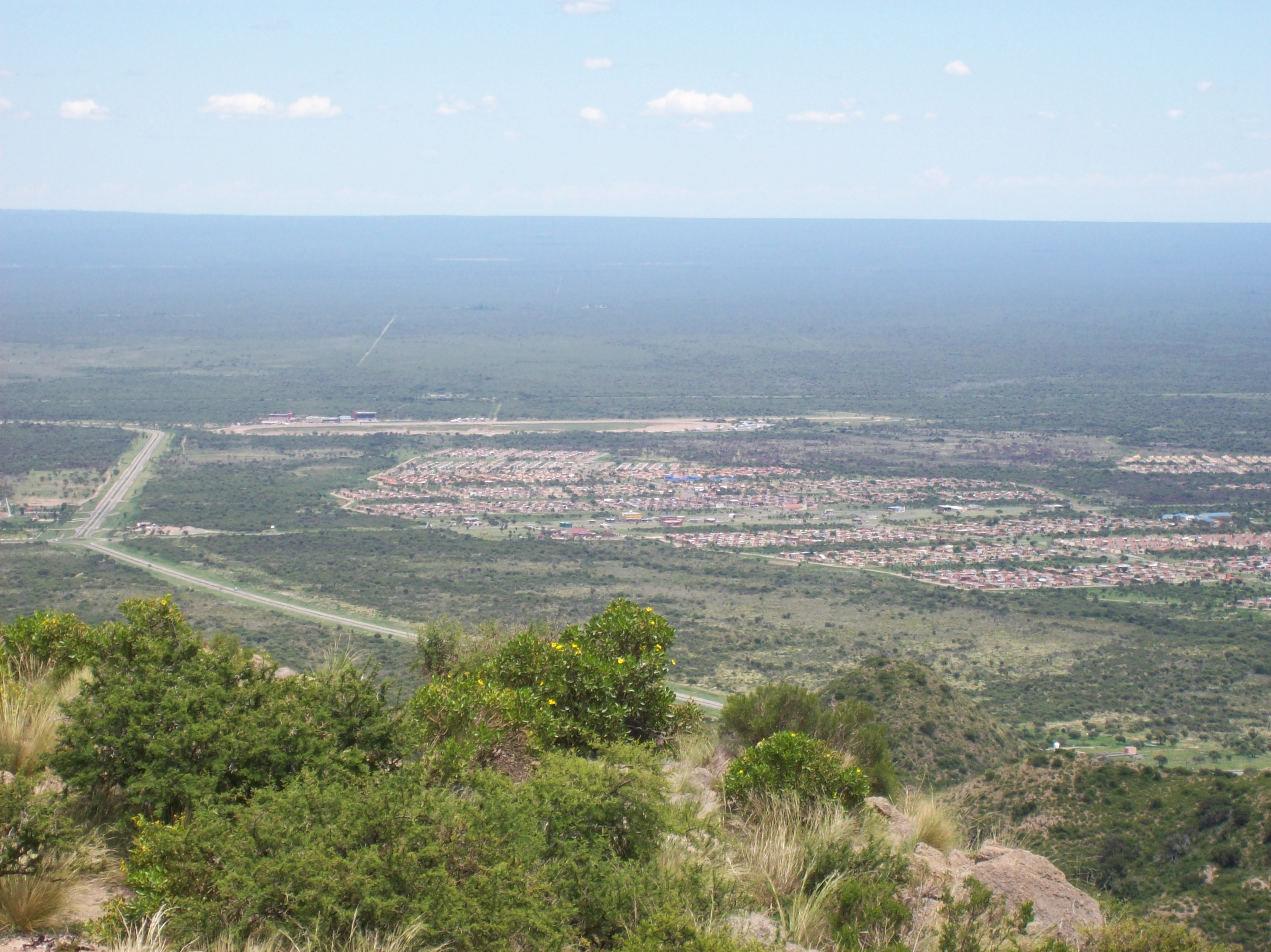
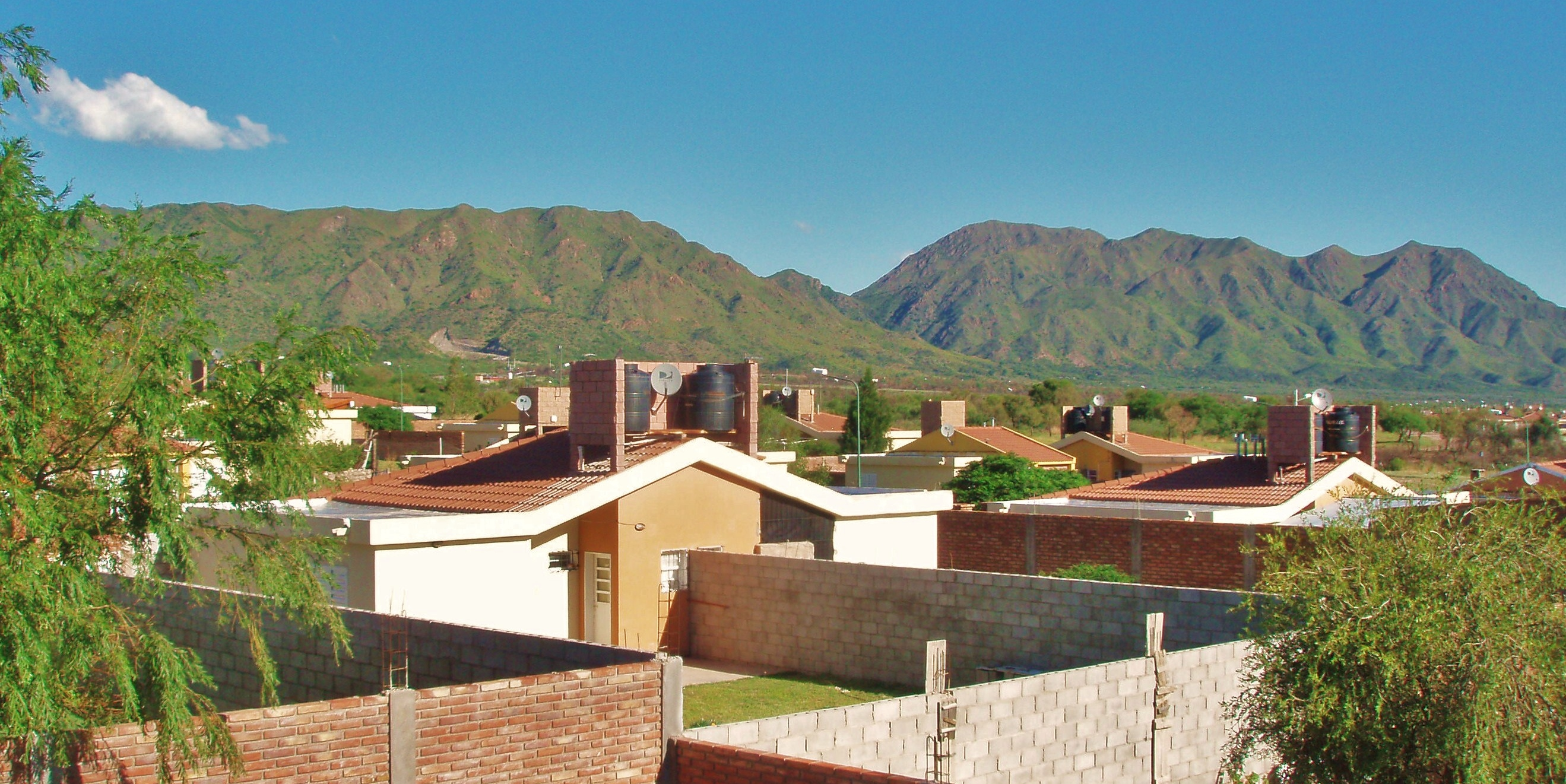
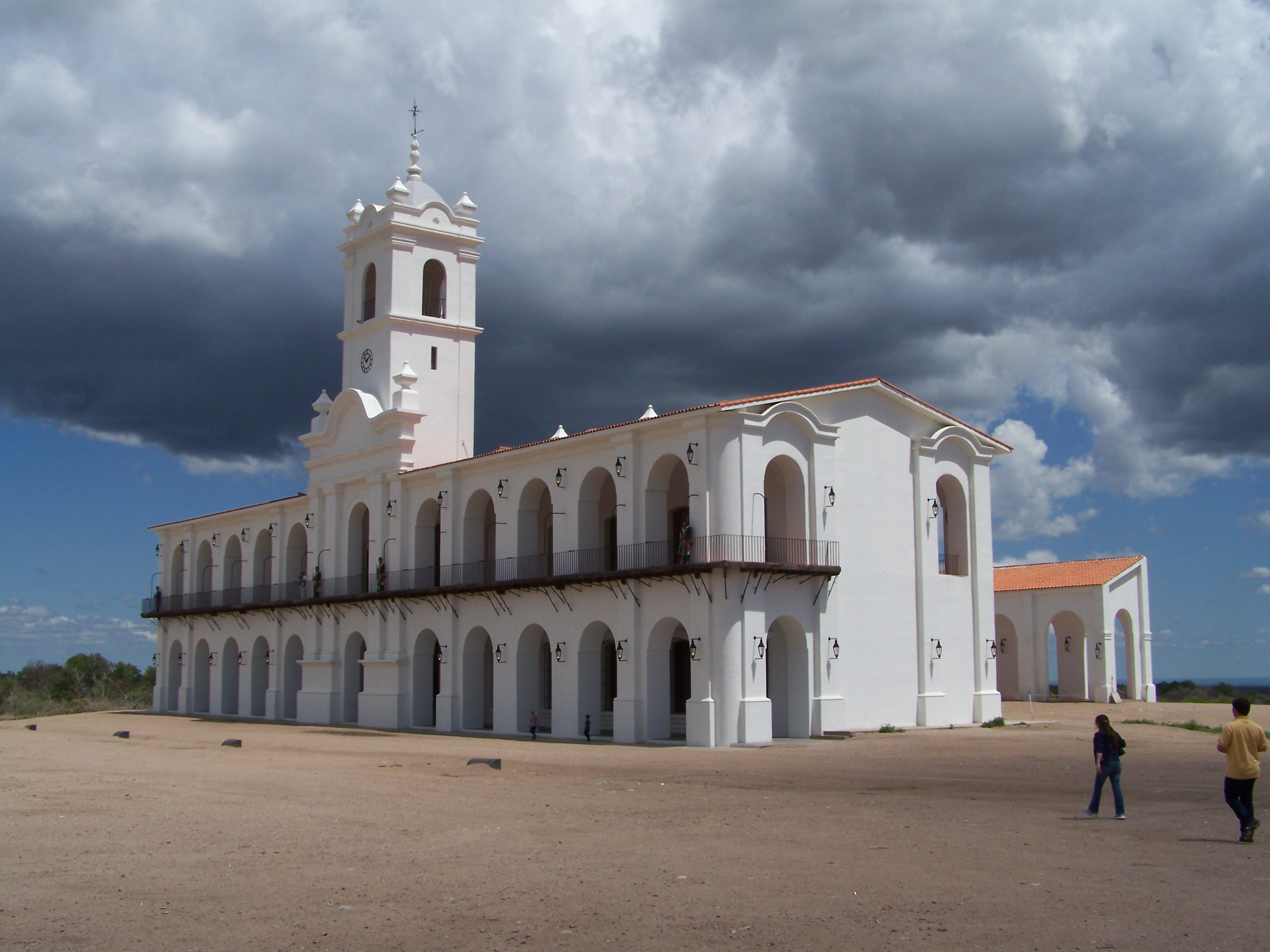